# El Dorado (Arkansas)
El Dorado – miasto w Stanach Zjednoczonych, w stanie Arkansas, siedziba administracyjna hrabstwa Union.

## Gospodarka
W mieście rozwinął się przemysł spożywczy oraz rafineryjny.

## Ludność
Prawie połowa mieszkańców to Afroamerykanie i większość mieszkańców to baptyści. Według spisu w 2020 roku liczy 17 756 mieszkańców. W roku 2023 liczba mieszkańców spadła do 16 869 osób, a gęstość zaludnienia do 401,6 osoby/km².